# VSO형
VSO형(verb–subject–object)은 동사-주어-목적어 순서를 취하는 어순의 하나이다. 이들 언어들은 보통 SVO형의 언어들에 비해 VO형 언어의 특징을 강하게 나타낸다. 언어유형학에 따른 조사에서는 VSO형은 세계 언어의 약 18%인 것으로 알려졌다. 

## 이 유형에 속하는 언어
- 이집트어
- 고전 아랍어: 지금은 SVO지만, 어느쪽이든 주어를 잘 안 쓴다(굴절어 특징).[출처 필요]
- 나후아틀어
- 마사이어
- 마야어
- 마오리어
- 믹스텍어
- 베르베르어
- 사포테카어
- 아일랜드어
- 웨일스어
- 타갈로그어
- 타히티어
- 통가어
- 하와이어
- 히브리어

## 같이 보기
- 어순
- SVO형
- SOV형
- VOS형
- OSV형
- OVS형